# 기질수준 인산화

ADP를 ATP로 전환하는 기질수준 인산화의 예시

기질수준 인산화(基質水準 燐酸化, 영어: substrate-level phosphorylation)는 다른 인산 화합물에서 ADP 또는 GDP로 인산기(PO32-)를 직접 전이시켜 ATP 또는 GTP를 생성시키는 대사 반응이다.
산화적 인산화와는 달리, 기질수준 인산화 과정에서 산화와 인산화는 짝지어져 있지 않다. 산소 호흡 과정에서 대부분의 ATP는 산화적 인산화에 의해 생성되고, 기질수준 인산화는 외부 전자 수용체와는 관계없이 덜 효율적이지만 빠르게 ATP를 생성한다. 기질수준 인산화는 미토콘드리아가 없는 사람의 적혈구와 산소가 결핍된 근육에서 일어난다.

## 개요
기질수준 인산화는 호기성 및 혐기성 조건에서 모두 일어나고, 세포질에서 일어나는 해당과정과 미토콘드리아 기질에서 일어나는 시트르산 회로에서 발견된다. 해당과정의 에너지 회수기에서 기질수준 인산화로 2ATP가 순생산된다.

## 해당과정
에너지 투자기에서 6탄소 분자인 한 개의 포도당은 두 개의 3탄소 분자로 분해된다. 따라서 해당과정의 에너지 회수기에서 기질수준 인산화로 4ATP가 생성된다. 그러나 에너지 투자기에서 2ATP를 소비하므로, 해당과정에서 2ATP가 순생산된다. 해당과정에서 포도당 1분자당 2NADH도 생산되는데, NADH는 산화적 인산화에서 더 많은 ATP를 생성하는데 사용될 수 있다.

### 포스포글리세르산 키네이스
첫 번째 기질수준 인산화는 글리세르알데하이드 3-인산 탈수소효소에 의해 글리세르알데하이드 3-인산, Pi, NAD+가 1,3-비스포스포글리세르산으로 전환되는 반응 후에 일어난다. 1,3-비스포스포글리세르산은 포스포글리세르산 키네이스에 의해 탈인산화된 다음, 기질수준 인산화를 통해 3-포스포글리세르산과 ATP를 생성한다.

### 피루브산 키네이스
두 번째 기질수준 인산화는 피루브산 키네이스에 의해 촉매되는 반응으로 포스포엔올피루브산을 탈인산화시켜 피루브산과 ATP를 생성함으로서 일어난다.

## 시트르산 회로
미토콘드리아에서 기질수준 인산화는 양성자 구동력(proton motive force)과는 관계없이 ATP를 생성한다. 미토콘드리아 기질에 포스포엔올피루브산 카복시키네이스, 석시닐-CoA 합성효소를 이용하는 기질수준 인산화 반응이 존재한다.

### 포스포엔올피루브산 카복시키네이스
미토콘드리아의 포스포엔올피루브산 카복시키네이스는 미토콘드리아 기질에서 세포질로 인산기 전이반응에 참여하는 것으로 생각되며, 반대의 경우도 마찬가지다.

### 석시닐-CoA 합성효소
석시닐-CoA 합성효소는 불변부위인 α-소단위체와 SUCLA2 또는 SUCLG2에 의해 발현되는 기질특이적인 부위인 ß-소단위체로 구성된 이종이량체(heterodimer)이다. 이러한 조합은 ADP-형성 석시닐-CoA 합성효소(EC 6.2.1.5) 또는 GDP-형성 석시닐-CoA 합성효소(EC 6.2.1.4)를 생성한다. ADP-형성 석시닐-CoA 합성효소는 일시적인 저산소 상태와 같은 에너지 제한 조건하에서 양성자 구동력 없이 미토콘드리아 기질의 ATP 농도를 유지할 수 있게하는 ATP를 생성하는 효소이다.

## 기타 메커니즘
기질수준 인산화의 또 다른 형태는 골격근과 뇌에서도 찾아볼 수 있다. 포스포크레아틴은 쉽게 이용할 수 있는 고에너지 인산 공급원이며, 크레아틴 포스포키네이스는 포스포크레아틴에서 ADP로 인산기를 전이시켜 ATP를 생성한다. 그런 다음 ATP가 가수분해될 때 화학 에너지가 방출된다.
기질수준 인산화는 발효 과정에서도 관찰된다.

## 산화적 인산화
ATP를 만드는데 사용되는 또 다른 방법은 산화적 인산화를 통해서이며, 이는 세포 호흡 중에 일어난다. 산화적 인산화는 NADH를 NAD+로 산화시키는 과정에서 2.5개의 ATP를 생성하고, FADH2를 FAD로 산화시키는 과정에서 1.5개의 ATP를 생성한다. 미토콘드리아 내막을 가로질러 양성자의 전기화학적 기울기로 저장된 위치 에너지는 ADP와 Pi(무기인산)로부터 ATP를 생성하는데 필요하고, 이 부분에서 기질수준 인산화와 큰 차이가 난다. 이러한 H+의 농도 기울기는 ATP 생성효소에 의해 이용되어, H+가 전기화학적인 기울기에 의해 ATP 생성효소를 통해서 미토콘드리아의 막 사이 공간에서 미토콘드리아 기질로 확산될 때(화학삼투) 방출되는 자유 에너지를 ATP 생성과 짝짓는다. 역으로, 전자전달은 H+를 미토콘드리아 기질에서 막 사이 공간으로 능동수송하는데 필요한 에너지를 제공한다.